# Giorgio, duca di Kent
Giorgio, duca di Kent (George Edward Alexander Edmond) (Sandringham, 20 dicembre 1902 - Morven, 25 agosto 1942), è stato un membro della famiglia reale britannica, in quanto quinto figlio del re Giorgio V del Regno Unito e della consorte, la regina Mary di Teck. In occasione delle sue nozze, assunse il titolo di Duca di Kent nel 1934, che detenne fino a quando morì tragicamente nel 1942.

## Biografia

### Giovinezza

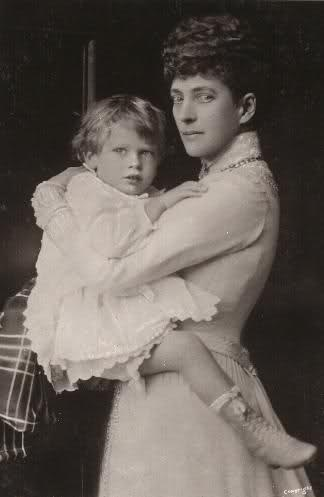
Giorgio assieme alla nonna Alessandra.

Giorgio nacque il 20 dicembre 1902 nella York Cottage, situata nella tenuta di Sandringham House, quinto figlio maschio di Giorgio, principe di Galles e della moglie, Mary di Teck; apparteneva alla dinastia dei Sassonia-Coburgo-Gotha, poi Windsor dal 1917, discendendo anche dalle case reali di Hannover e Danimarca. Venne battezzato il 26 gennaio 1903 nella Cappella privata del Castello di Windsor, come Giorgio Edoardo Alessandro Edmondo. I suoi padrini furono Valdemaro di Danimarca, Luigi di Battenberg, Dagmar di Russia, Imperatrice vedova, e Cristiano di Schleswig-Holstein. Aveva una sorella, Mary, e quattro fratelli, Edoardo, Alberto, Henry e John.
Il giovane principe fu inizialmente istruito a casa da un tutore, ma in seguito frequentò la St Peter's Court, una scuola preparatoria a Broadstairs, nel Kent. Come i fratelli Edoardo e Alberto, frequentò i collegi navali di Osborne e poi di Dartmouth. Sebbene detestasse la vita in marina, poiché soffriva di un forte mal di mare, rimase nella Royal Navy fino al 1929. In seguito ricoprì brevemente incarichi presso il Foreign Office, ministero degli esteri, per poi passare all'Home Office, quello degli interni, diventando così il primo membro della famiglia reale britannica a lavorare come impiegato statale. Sempre nel 1929, riuscì a prendere il desiderato brevetto da pilota. Secondo lui era l’aeronautica il futuro del mondo, e nel 1934 fu il primo membro della famiglia reale ad attraversare l’Atlantico in aereo. Ma l’aviazione era ancora agli albori e i tour ufficiali continuavano sempre via mare. Giorgio viaggiò insieme al fratello Edoardo per tutto il mondo. Nel 1938 Giorgio venne nominato dal fratello Giorgio VI, Governatore Generale dell’Australia con effetto dall’anno seguente, ma a causa della guerra venne tutto posticipato. Giorgio fu anche membro della Massoneria dal 1928 e dal 1939 fu Gran Maestro della Grande Loggia d’Inghilterra.

### Matrimonio

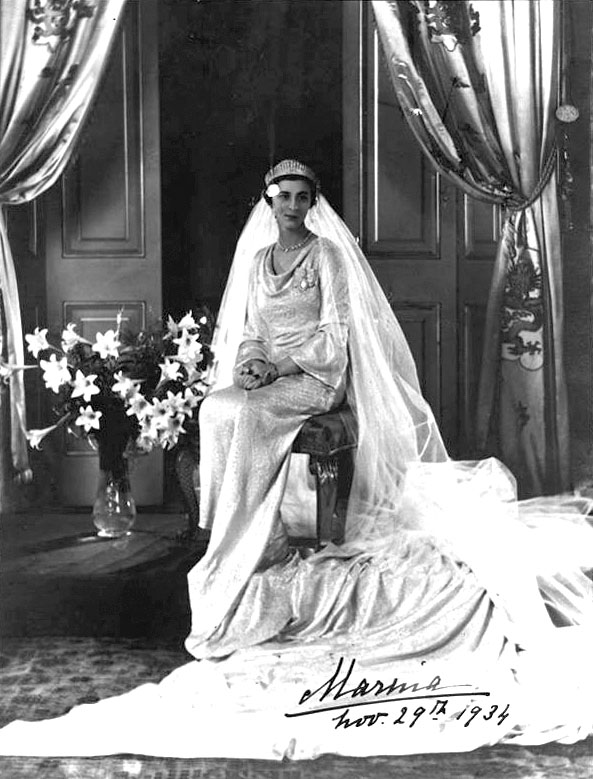
Marina di Grecia e Danimarca.

Il 29 novembre 1934, Giorgio sposò Marina di Grecia, figlia del principe Nicola di Grecia e Danimarca e della moglie, Elena Vladimirovna Romanova; i due sposi erano lontani cugini poiché discendevano entrambi dal re Cristiano IX di Danimarca. Le nozze furono celebrate nell'Abbazia di Westminster, a Londra. In vista del suo matrimonio, il 12 ottobre 1934 Giorgio fu creato Duca di Kent, Conte di St. Andrews e Barone Downpatrick. Dall'unione nacquero tre figli:
- Edoardo (1935)
- Alessandra (1936)
- Michael (1942)

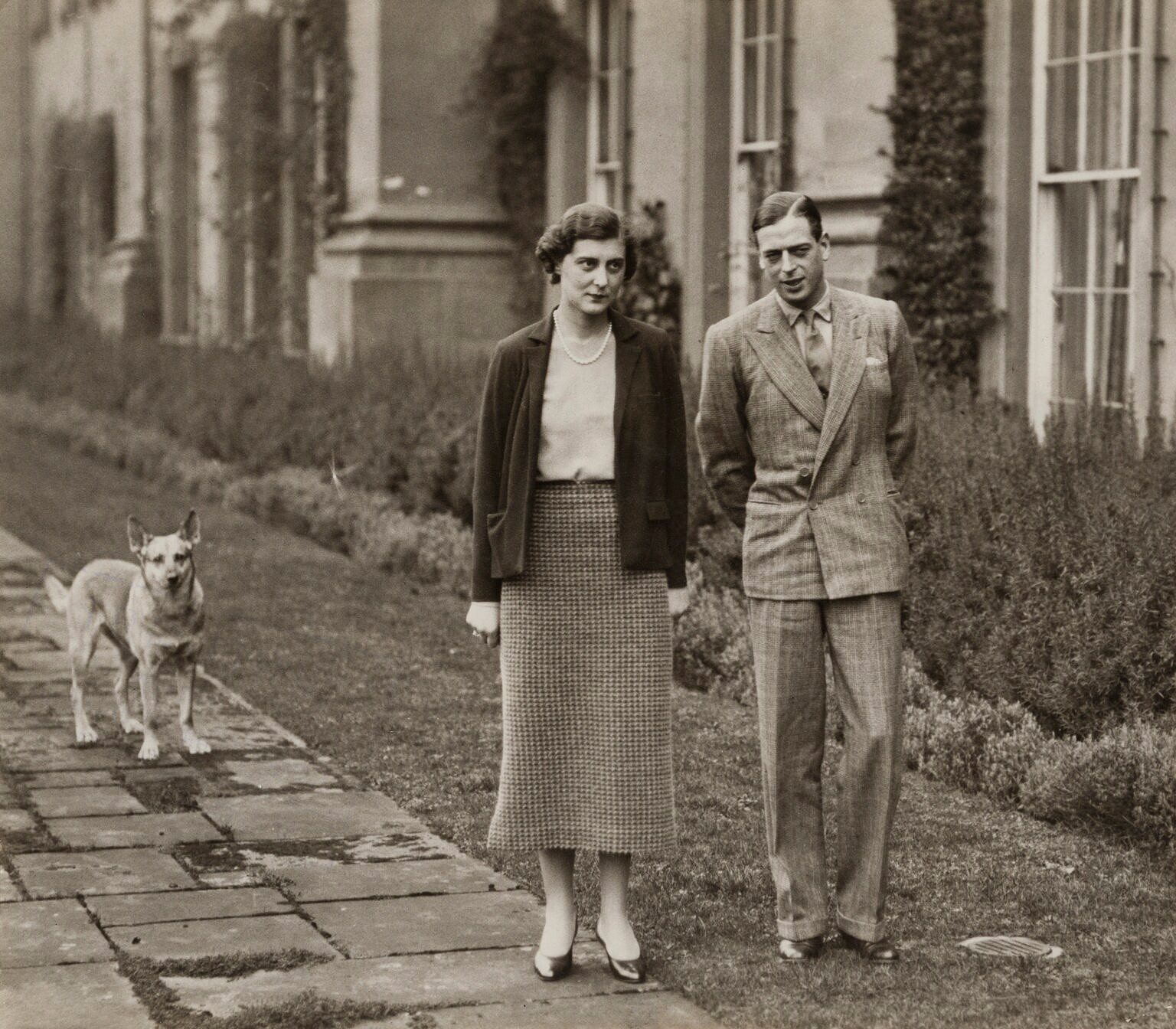
Duca e Duchessa di Kent.

Il matrimonio fu un grande evento, fu il primo ad essere trasmesso via radio in tutto il mondo e fu anche l'ultimo matrimonio con una sposa straniera di casa Windsor. La coppia divenne subito famosa e ammirata. Erano entrambi appassionati di arte e avevano arredato personalmente la casa di Belgrave Square a Londra e la loro casa di campagna, ritrovo di intellettuali, artisti del cinema e del teatro.

### Scandali

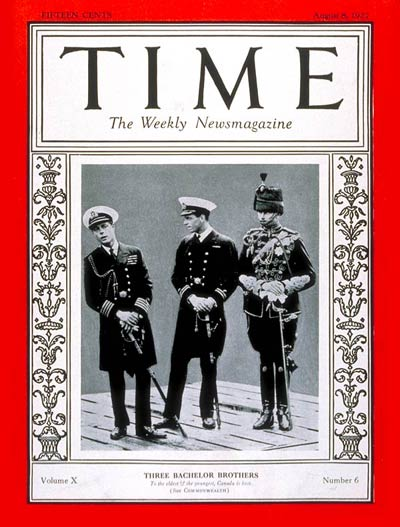
Edoardo VIII, Giorgio ed Henry, sulla copertina del Times, nel 1927.

A partire dagli anni 1920s, Giorgio visse nella York House assieme al fratello, il Principe di Galles; si diceva che George avesse numerose relazioni sia con donne che con uomini, inoltre molti furono i figli illegittimi a lui attribuiti, come Raine McCorquodale, matrigna di Lady Diana, nata nel 1929. Molte voci vedevano il futuro duca di Kent, coinvolto in una relazione con Luigi Ferdinando di Prussia, nipote del Kaiser Guglielmo II, ed un'altra con Anthony Blunt, agente inglese al servizio dell’Unione Sovietica. Un'altra relazione omosessuale attribuita al Duca è quella con Noël Coward, uno dei più importanti drammaturghi e compositori britannici del XX secolo. Secondo la storica britannica Lucy Moore, esistono inoltre alcuni indizi che suggeriscono che Giorgio abbia avuto una storia con Indira Raje, la maharani di Cooch Behar, negli ultimi anni venti.

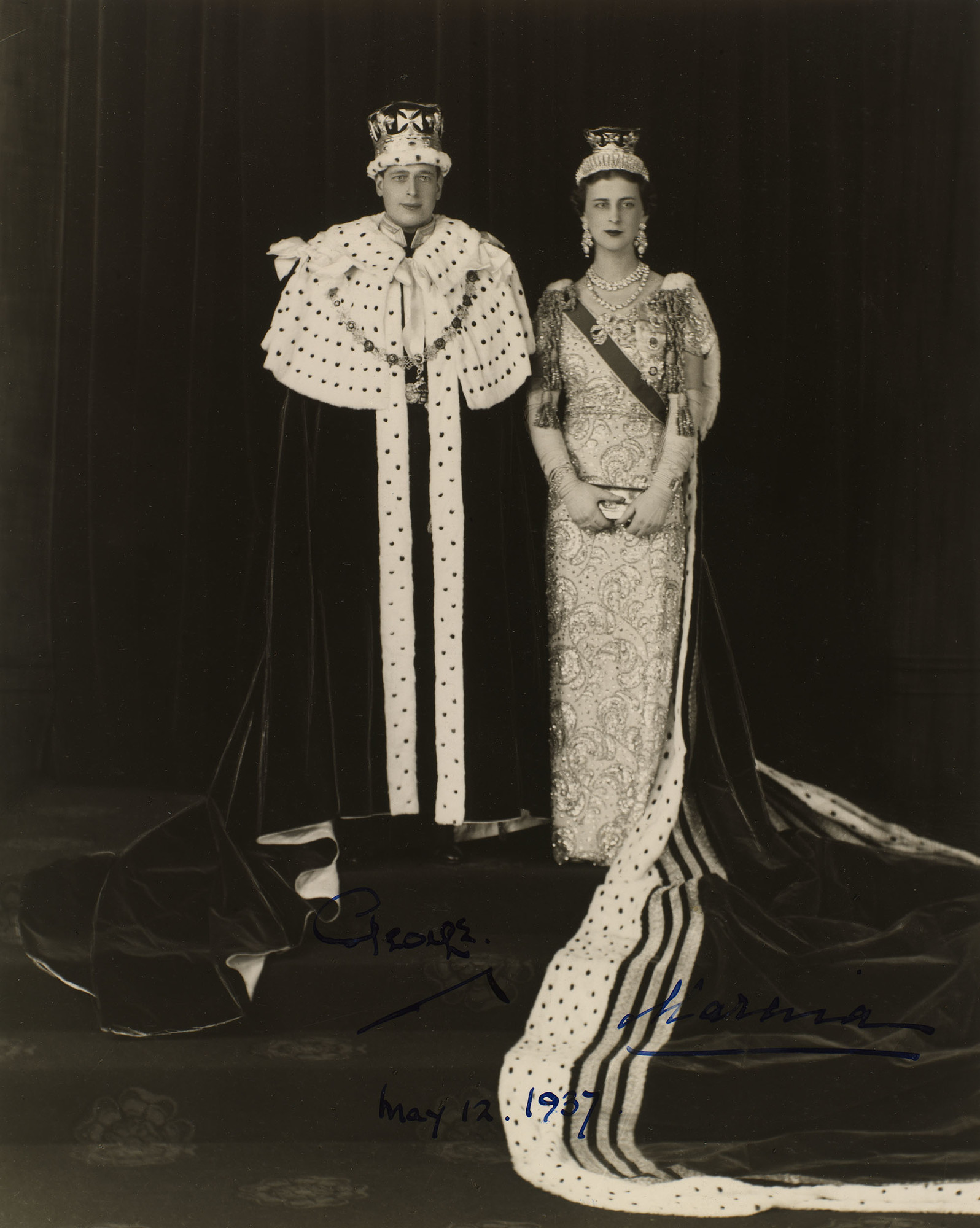
Giorgio e Marina all'incoronazione di Giorgio VI ed Elizabeth, nel 1937.

Giorgio conobbe Alice Preston, detta Kiki, una giovane dell'alta società statunitense, membro della “Happy Valley”. Kiki era soprannominata “la ragazza con la siringa d’argento” per la piccola siringa che teneva in borsetta ed usava tranquillamente in pubblico per iniettarsi l’eroina. Giorgio e Kiki si innamorano e scivolano insieme in un baratro di droghe, dipendenze e promiscuità, fino a che il principe Edoardo non prese in mano la situazione e decise di allontanare Kiki dal regno per permettere al fratello Giorgio di disintossicarsi. Kiki morì gettandosi da una finestra della sua dimora di New York. Si pensa che il figlio di Kiki, nato nel 1926 potesse essere di Giorgio di Kent. Nonostante si ritenga che le relazioni di Giorgio continuassero, il matrimonio fu felice. Nel 1935 nacque il primo figlio Edoardo, seguito nel 1936 Alessandra e nel 1942 Michael.

### Morte

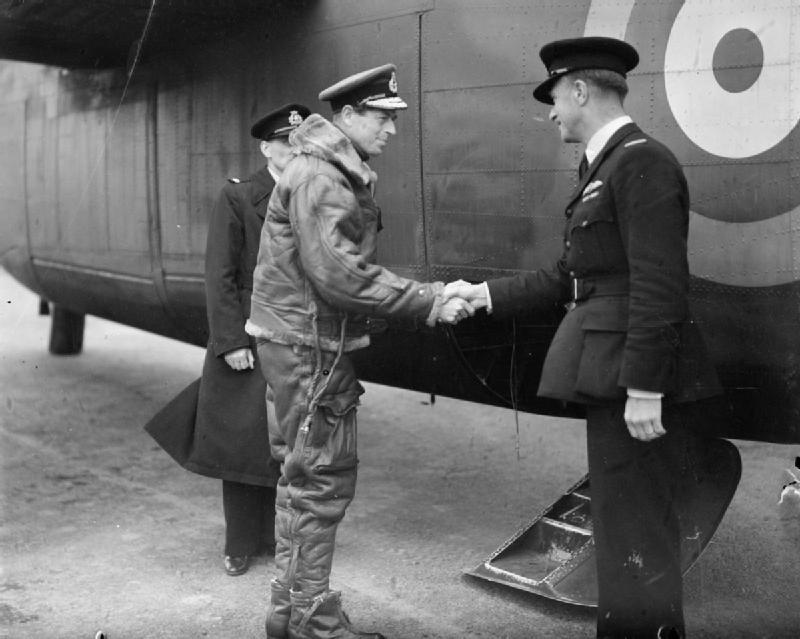
Giorgio, duca di Kent prima della sua attraversata atlantica.

Con lo scoppio della Seconda guerra mondiale, il Duca di Kent ritornò attivo nelle Forze armate; nel 1940 si arruolò nella RAF, l'aeronautica britannica, occupandosi del controllo e del benessere all’interno delle basi militari inglesi. Il 25 agosto del 1942 l’idrovolante su cui Giorgio e altre personalità viaggiavano verso l'Islanda a visitare una base, si schiantò dopo solo mezz’ora di volo sulla Eagle’s Rock, vicino a Dunbeath nelle Highlands scozzesi, causando la morte di 14 passeggeri con un solo superstite, il sergente Andrew Jack, operatore radio. Il Duca morì. Giorgio era sospettato di nutrire simpatie per la Germania, come il fratello Edoardo che aveva abdicato nel 1936 e aveva assunto il titolo di Duca di Windsor, e questo sospetto fece fiorire diverse supposizioni in occasione della tragedia dell’aria che lo vide sfortunato protagonista. 

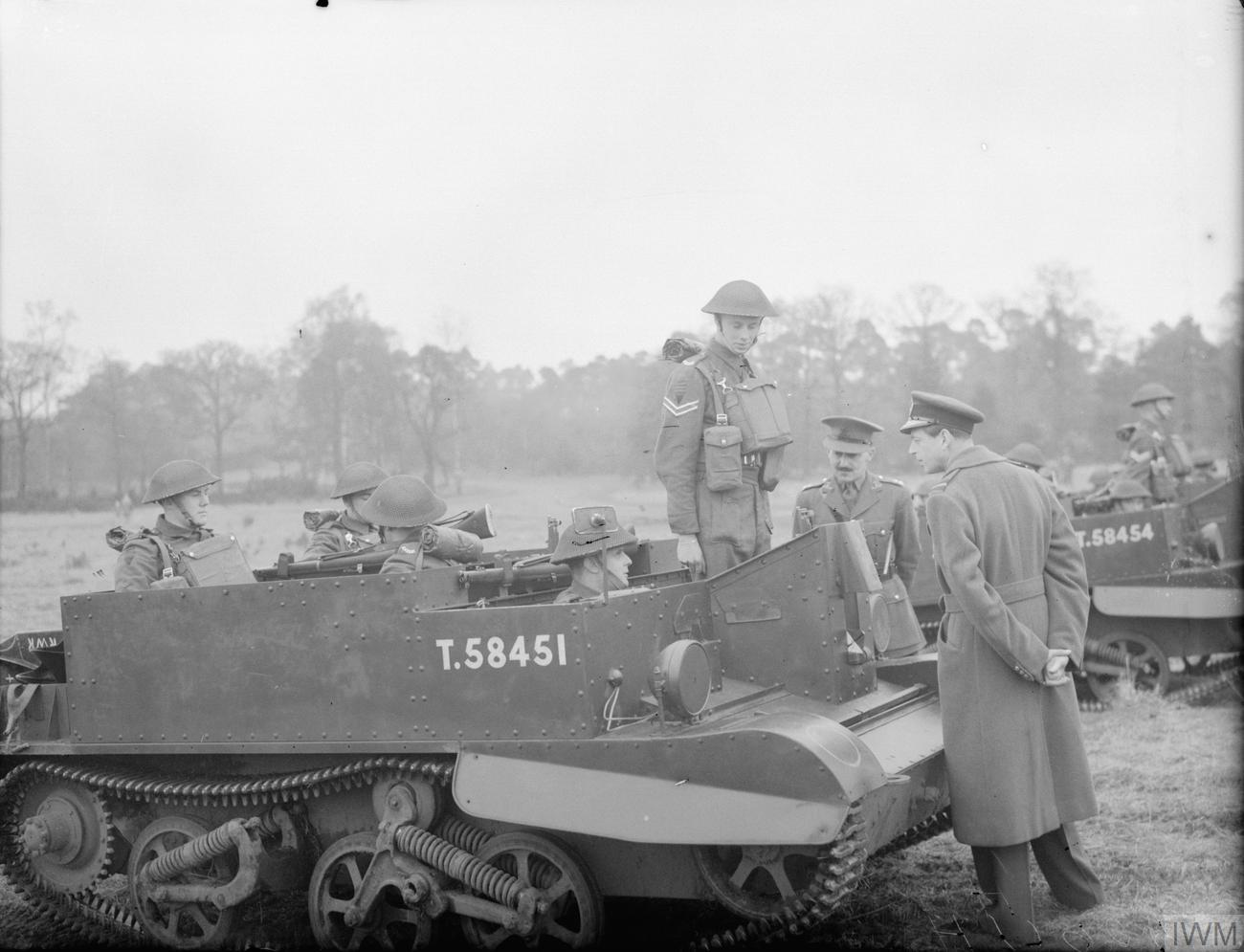
Il Duca che ispeziona mezzi corazzati del British Army.

Jack testimoniò che al momento dell’impatto c’era Giorgio al comando, al posto dell’espertissimo pilota ufficiale, e che lui stesso ne aveva spostato il corpo per nascondere il fatto che fosse lui alla cloche. Sostenne anche che a bordo c’era un'altra persona della quale non volle mai rivelare l’identità. Si disse che l’aereo si trovasse completamente fuori rotta per l’Islanda, e che probabilmente la destinazione fosse la Svezia, dove Giorgio doveva incontrare qualche personalità tedesca per trattare la pace. Si ipotizzò che il passeggero misterioso fosse Rudolf Hess, arrivato in Gran Bretagna nel maggio del 1941, che stava riportando in Svezia a sostegno delle trattative. Si disse ancora che Giorgio fosse in possesso di una valigetta piena di corone svedesi e di documenti, mai ritrovati, da consegnare ai tedeschi, oppure che si trattasse di un attentato dei servizi segreti inglesi per eliminare il principe sospettato di collaborazione con il nemico. La fantasia dei giornalisti galoppava, facendo indegnamente di Giorgio un traditore e una spia.

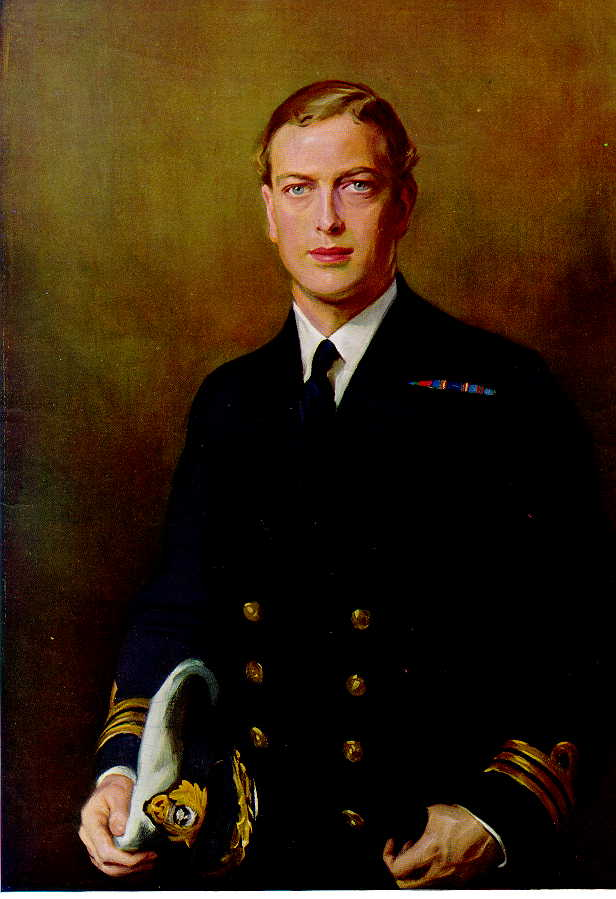
Giorgio, duca di Kent, nel 1934.

L’inchiesta stabilì che a causa del vento forte l’aereo era fuori rotta, e la nebbia aveva causato lo schianto, un errore di navigazione umano quindi, che è poi la spiegazione più logica di molti incidenti aerei dell’epoca. Giorgio venne sepolto nel campo del Mausoleo di Frogmore. Il piccolo Edoardo di neppure 7 anni divenne il nuovo Duca di Kent. Marina rimaneva vedova con 3 bambini piccoli, l’ultimo era nato solo 7 settimane prima dell’incidente. La duchessa Marina venne aiutata da Giorgio VI e dalla regina Elizabeth, era infatti molto amata dalla famiglia Windsor, amore che lei ripagò con un costante impegno per la Corona negli anni a seguire. Nel 1947 suo cugino Filippo di Grecia e Danimarca sposò la futura regina Elisabetta.

## Cultura di massa

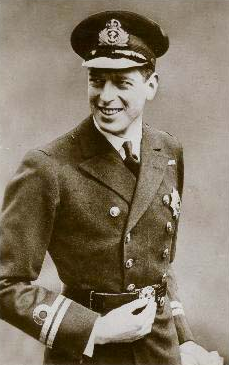
Giorgio in uniforme della Royal Navy.

I primi anni di vita di Giorgio vennero raccontati nella serie per la televisione del 2003 di Stephen Poliakoff The Lost Prince, una biografia della vita del fratello più giovane, John, il quale, soffrendo di epilessia, venne isolato dal resto della famiglia e tenuto lontano dai riflettori fino alla morte all'età di tredici anni. Nel film, il giovane principe "Georgie" è dipinto come sensibile, intelligente, artisticamente dotato e l'unico a essere partecipe della brutta situazione del fratellino; viene anche tratteggiata un'avversione per il periodo al college navale e una difficile relazione con l'austero padre.
La maggior parte della sua vita adulta venne raccontata nel documentario The Queen's Lost Uncle; la bisessualità e la dipendenza dalle droghe del duca di Kent vennero inoltre esplorate in African Nights, una pièce teatrale del 2004 di Jeffrey Corrick.

## Ascendenza
|                             |                           |                                             | Genitori                                                       |  |  | Nonni |  |  | Bisnonni                          |  |  | Trisnonni                           |  |
|                             |                           |                                             |                                                                |  |  |       |  |  | Alberto di Sassonia-Coburgo-Gotha |  |  | Ernesto I di Sassonia-Coburgo-Gotha |  |
|                             |                           |                                             |                                                                |  |  |       |  |  | Alberto di Sassonia-Coburgo-Gotha |  |  | Ernesto I di Sassonia-Coburgo-Gotha |  |
|                             |                           | Luisa di Sassonia-Gotha-Altenburg           |                                                                |  |  |       |  |  | Alberto di Sassonia-Coburgo-Gotha |  |  |                                     |  |
| Edoardo VII del Regno Unito |                           |                                             |                                                                |  |  |       |  |  | Alberto di Sassonia-Coburgo-Gotha |  |  |                                     |  |
|                             |                           | Vittoria del Regno Unito                    | Edoardo Augusto, duca di Kent e Strathearn                     |  |  |       |  |  |                                   |  |  |                                     |  |
|                             |                           | Vittoria del Regno Unito                    | Edoardo Augusto, duca di Kent e Strathearn                     |  |  |       |  |  |                                   |  |  |                                     |  |
|                             |                           | Vittoria del Regno Unito                    | Vittoria di Sassonia-Coburgo-Saalfeld                          |  |  |       |  |  |                                   |  |  |                                     |  |
| Giorgio V del Regno Unito   |                           | Vittoria del Regno Unito                    |                                                                |  |  |       |  |  |                                   |  |  |                                     |  |
|                             |                           | Cristiano IX di Danimarca                   | Federico Guglielmo di Schleswig-Holstein-Sonderburg-Glücksburg |  |  |       |  |  |                                   |  |  |                                     |  |
|                             |                           | Cristiano IX di Danimarca                   | Federico Guglielmo di Schleswig-Holstein-Sonderburg-Glücksburg |  |  |       |  |  |                                   |  |  |                                     |  |
|                             |                           | Cristiano IX di Danimarca                   | Luisa Carolina d'Assia-Kassel                                  |  |  |       |  |  |                                   |  |  |                                     |  |
| Alessandra di Danimarca     |                           | Cristiano IX di Danimarca                   |                                                                |  |  |       |  |  |                                   |  |  |                                     |  |
|                             |                           | Luisa d'Assia-Kassel                        | Guglielmo d'Assia-Kassel                                       |  |  |       |  |  |                                   |  |  |                                     |  |
|                             |                           | Luisa d'Assia-Kassel                        | Guglielmo d'Assia-Kassel                                       |  |  |       |  |  |                                   |  |  |                                     |  |
|                             |                           | Luisa d'Assia-Kassel                        | Luisa Carlotta di Danimarca                                    |  |  |       |  |  |                                   |  |  |                                     |  |
| Giorgio Windsor             |                           | Luisa d'Assia-Kassel                        |                                                                |  |  |       |  |  |                                   |  |  |                                     |  |
|                             | Alessandro di Württemberg | Ludovico Federico Alessandro di Württemberg |                                                                |  |  |       |  |  |                                   |  |  |                                     |  |
|                             | Alessandro di Württemberg | Ludovico Federico Alessandro di Württemberg |                                                                |  |  |       |  |  |                                   |  |  |                                     |  |
|                             | Alessandro di Württemberg | Enrichetta di Nassau-Weilburg               |                                                                |  |  |       |  |  |                                   |  |  |                                     |  |
| Francesco di Teck           | Alessandro di Württemberg |                                             |                                                                |  |  |       |  |  |                                   |  |  |                                     |  |
|                             |                           | Claudine Rhédey von Kis-Rhéde               | László Rhédey von Kis-Rhéde                                    |  |  |       |  |  |                                   |  |  |                                     |  |
|                             |                           | Claudine Rhédey von Kis-Rhéde               | László Rhédey von Kis-Rhéde                                    |  |  |       |  |  |                                   |  |  |                                     |  |
|                             |                           | Claudine Rhédey von Kis-Rhéde               | Ágnes Inczédy von Nagy-Várad                                   |  |  |       |  |  |                                   |  |  |                                     |  |
| Maria di Teck               |                           | Claudine Rhédey von Kis-Rhéde               |                                                                |  |  |       |  |  |                                   |  |  |                                     |  |
|                             |                           | Adolfo di Hannover                          | Giorgio III del Regno Unito                                    |  |  |       |  |  |                                   |  |  |                                     |  |
|                             |                           | Adolfo di Hannover                          | Giorgio III del Regno Unito                                    |  |  |       |  |  |                                   |  |  |                                     |  |
|                             |                           | Adolfo di Hannover                          | Carlotta di Meclemburgo-Strelitz                               |  |  |       |  |  |                                   |  |  |                                     |  |
| Maria Adelaide di Hannover  |                           | Adolfo di Hannover                          |                                                                |  |  |       |  |  |                                   |  |  |                                     |  |
|                             |                           | Augusta d'Assia-Kassell                     | Federico d'Assia-Kassel                                        |  |  |       |  |  |                                   |  |  |                                     |  |
|                             |                           | Augusta d'Assia-Kassell                     | Federico d'Assia-Kassel                                        |  |  |       |  |  |                                   |  |  |                                     |  |
|                             |                           | Augusta d'Assia-Kassell                     | Carolina di Nassau-Usingen                                     |  |  |       |  |  |                                   |  |  |                                     |  |
|                             |                           | Augusta d'Assia-Kassell                     |                                                                |  |  |       |  |  |                                   |  |  |                                     |  |

## Titoli nobiliari e stemma

Lo stemma personale del principe George, duca di Kent

### Titoli
- 20 dicembre 1902 – 6 maggio 1910: Sua Altezza Reale, il principe Giorgio di Galles, del Regno Unito di Gran Bretagna e d'Irlanda, Duca di Sassonia, Principe di Sassonia-Coburgo e Gotha
- 6 maggio 1910 – 17 luglio 1917: Sua Altezza Reale, il principe Giorgio del Regno Unito di Gran Bretagna e d'Irlanda, Duca di Sassonia, Principe di Sassonia-Coburgo e Gotha
- 17 luglio 1917 – 12 ottobre 1934: Sua Altezza Reale, il principe Giorgio del Regno Unito di Gran Bretagna e d'Irlanda
- 12 ottobre 1934 – 25 agosto 1942: Sua Altezza Reale, il principe Giorgio, il Duca di Kent

Il titolo e trattamento completo del principe Giorgio fu il seguente: "Sua Altezza Reale il Principe George Edward Alexander Edmond, Duca di Kent, Conte di St. Andrews e Barone Downpatrick, Principe del Regno Unito di Gran Bretagna e d'Irlanda, Cavaliere Compagno Reale del Nobilissimo Ordine della Giarrettiera, Cavaliere Compagno extranumero dell'Antichissimo e Nobilissimo dell'Ordine del Cardo, Cavaliere di gran croce del Distintissimo Ordine di San Michele e San Giorgio, Cavaliere gran croce dell'Ordine Reale Vittoriano".

### Stemma
Nel periodo in cui il fratello maggiore, il principe Enrico, compiva ventuno anni, a Giorgio venne consentito di utilizzare lo stemma reale, differenziandolo con una banda di argento a tre punte, ognuna delle quali recante un'ancora azzurra.